# James Shigeta
James Saburo Shigeta (Honolulu (Hawaï), 17 juni 1929 – Los Angeles,  28 juli 2014) was een Amerikaans acteur en zanger.

## Biografie
Shigeta kwam uit een gezin van Japanse ouders die zes kinderen groot brachten. Zijn studie doorliep hij aan de New York University waar hij zijn diploma haalde in Engels. Hierna ging Shigeta in dienst bij de United States Marine Corps en werd naar de Koreaanse Oorlog gezonden om mee te vechten, totaal heeft hij tweeënhalf jaar dienstgedaan en bereikte de rang van sergeant. Om zijn carrière te beginnen nam hij deel aan een talentenjacht op televisie als zanger met de televisieshow The Original Amateur Hour. Hier won hij de eerste plaats en dat bracht hem naar Las Vegas waar hij op ging treden in nachtclubs.
Shigeta begon in 1959 met acteren in film The Crimson Kimono. Hierna speelde hij nog meerdere rollen in films en televisieseries zoals Flower Drum Song (1961), The Outer Limits (1963-1964), Ironside (1969-1971), Lost Horizon (1973), The Love Boat (1983), Die Hard (1988), SeaQuest DSV (1994), Drive (1997), Mulan (1998) en Beverly Hills, 90210 (1999).
Shigeta won in 1960 een Golden Globe in de categorie Beste Mannelijke Nieuwkomer.
Shigeta sprak naast Engels ook vloeiend Japans, Frans en Italiaans. Het spreken van Japans had hij niet van zijn ouders geleerd, hij werd gevraagd door een televisiestudio in Japan voor een rol in een musical en leerde zo de Japanse taal. Hij bleef een aantal jaren in Japan en werkte daar voor radio, televisie, theater en nachtclubs en werd daar de Japanse Frank Sinatra genoemd. In 1969 toerde hij door Amerika waarin hij in de musical The King and I een rol speelde.
Zijn stem was vaak te horen in (teken)films.
Hij overleed op 85-jarige leeftijd in zijn huis in Los Angeles. Shigeta is begraven op National Memorial Cemetery of the Pacific in Honolulu.

## Filmografie

### Films
Selectie:
- 1998 · Mulan – als generaal Li (stem) – animatiefilm
- 1997 · Drive – als mr. Lau
- 1988 · Die Hard – als Joseph Yoshinobu Takagi
- 1974 · The Yakuza – als Goro
- 1973 · Lost Horizon – als broeder To-Lenn
- 1961 · Flower Drum Song – als Wang Ta
- 1959 · The Crimson Kimono – als rechercheur Joe Kojaku

### Televisieseries
Uitgezonderd eenmalige gastrollen.
- 1999 · Beverly Hills, 90210 – als Ben Sosna – 3 afl.
- 1994 · SeaQuest DSV – als president van Vietnam Chi – 2 afl.
- 1983 · The Love Boat – als M. Yasamoto – 2 afl.
- 1976 · Arthur Halley's the Moneychangers – als Wizard Wong – 4 afl.
- 1976 · Once an Eagle – als Lin Tso-Han – 4 afl.
- 1976 · The Streets of San Francisco – als openbare aanklager – 2 afl.
- 1969–1972 · Medical Center – als dokter – 8 afl.

- Bibsys: 1602157051668
- Biblioteca Nacional de España: XX858412
- Bibliothèque nationale de France: cb140439102 (data)
- Gemeinsame Normdatei: 1054443254
- International Standard Name Identifier: 0000 0001 1466 6637
- Library of Congress Control Number: no97026596
- MusicBrainz: 005dda1e-65b0-414b-bbb1-eeaa65980b8a
- Nationale Bibliotheek van Israël: 987007434506405171
- Système universitaire de documentation: 219790167
- Virtual International Authority File: 5133564
- WorldCat: E39PBJqFQHdtDHxRgjVHB8JFKd